# Pheroliodes mirabilis
Pheroliodes mirabilis är en kvalsterart som först beskrevs av Hammer 1958.  Pheroliodes mirabilis ingår i släktet Pheroliodes och familjen Pheroliodidae. Inga underarter finns listade i Catalogue of Life.